# Mesoleptus unipunctus
Mesoleptus unipunctus là một loài tò vò trong họ Ichneumonidae.